# Миллион (фильм)
«Миллион» (фр. Le Million) — французская музыкальная комедия 1931 года.

## Сюжет
Парижского художника Мишеля преследует целая армия кредиторов — мясник, бакалейщик, домовладелец и многие другие. Вдобавок к этим неприятностям невеста Мишеля по имени Беатрис застает его в объятьях натурщицы. Когда Мишель узнает, что нежданно-негаданно выиграл в лотерею миллион, оказывается, что Беатрис отдала его старый пиджак с заветным билетом в кармане какому-то бродяге.
Бродяга в свою очередь продает пиджак известному оперному певцу, которому он понадобился для роли. На протяжении всего фильма герои, постоянно попадая в комические ситуации, пытаются разыскать злосчастный пиджак и получить-таки миллион.

## В ролях
- Аннабелла — Беатрис
- Рене Лефевр — Мишель